# Mazin
Mazin je selo u Zadarskoj županiji. 

## Upravna organizacija
Upravno pripada općini Gračcu.

## Zemljopisni položaj
Nalazi se zapadno od Brezovca Dobroselskog.

## Promet
Prometno je izoliran. Nalazi se između državnih cesta D1 i D218.

## Povijest
Popis stanovništva Like i Krbave iz 1712. bilježi da u Mutiliću i Mazinu živi 96 vlaških obitelji.

## Stanovništvo
Prema popisu iz 2011. Mazin je imao 47 stanovnika.
| broj stanovnika | 1565  | 1981  | 1784  | 1816  | 1895  | 1866  | 1890  | 1687  | 1089  | 1037  | 1067  | 829   | 540   | 362   | 55    | 47    | 27    |
|                 | 1857. | 1869. | 1880. | 1890. | 1900. | 1910. | 1921. | 1931. | 1948. | 1953. | 1961. | 1971. | 1981. | 1991. | 2001. | 2011. | 2021. |